# Горнолыжный спорт на зимних Олимпийских играх 1956
Соревнования по горнолыжному спорту на зимних Олимпийских играх 1956 года прошли с 27 января по 3 февраля. Соревнования проходили в районе горы Тофана за исключением соревнований по гигантскому слалому среди мужчин, проходивших на горе Фалория. Данные соревнования одновременно считались соревнованиями 14-го чемпионата мира по горнолыжному спорту.

## Общий медальный зачёт
| Место | Страна                          | Золото | Серебро | Бронза | Всего |
| ----- | ------------------------------- | ------ | ------- | ------ | ----- |
| 1     | Австрия                         | 3      | 3       | 3      | 9     |
| 2     | Швейцария                       | 2      | 2       | 0      | 4     |
| 3     | Объединённая германская команда | 1      | 0       | 0      | 1     |
| 4     | Япония                          | 0      | 1       | 0      | 1     |
| 5     | СССР                            | 0      | 0       | 1      | 1     |
| 5     | Швеция                          | 0      | 0       | 1      | 1     |
| 5     | Канада                          | 0      | 0       | 1      | 1     |
|       |                                 |        |         |        |       |
| Всего | Всего                           | 6      | 6       | 6      | 18    |

## Медалисты

### Мужчины

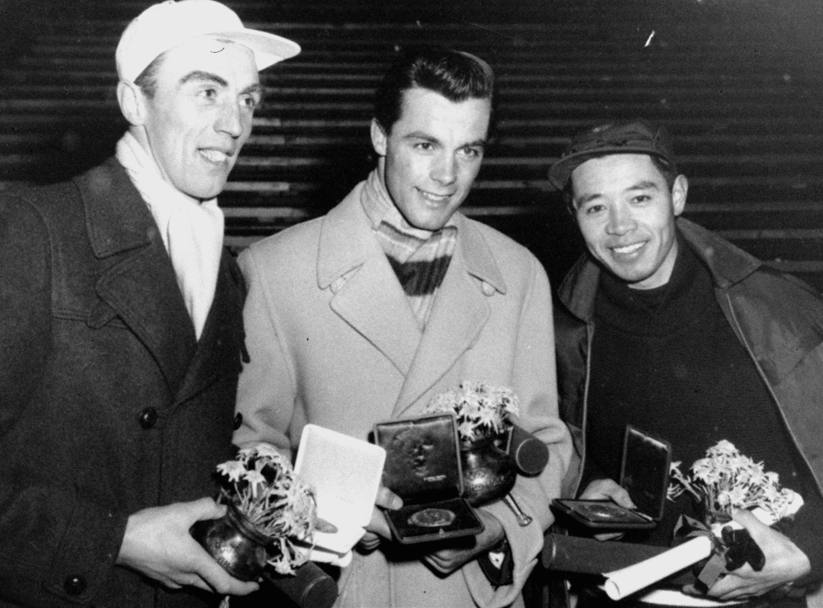
Призёры в слаломе, слева направо: Солландер, Зайлер, Игая

| Вид                             | Золото              | Серебро                   | Бронза                    |
| ------------------------------- | ------------------- | ------------------------- | ------------------------- |
| Скоростной спуск см. подробнее  | Тони Зайлер Австрия | Реймон Фелле Швейцария    | Андреас Мольтерер Австрия |
| Гигантский слалом см. подробнее | Тони Зайлер Австрия | Андреас Мольтерер Австрия | Вальтер Шустер Австрия    |
| Слалом см. подробнее            | Тони Зайлер Австрия | Тихару Игая Япония        | Стиг Солландер Швеция     |

### Женщины

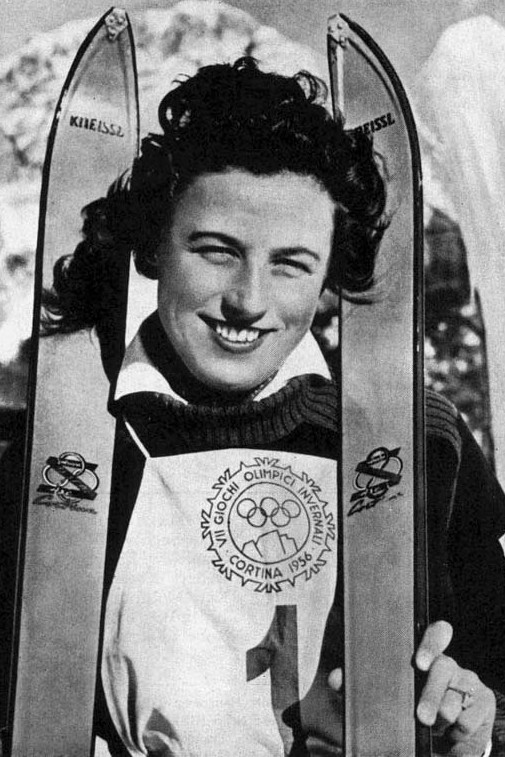
Осси Райхерт выиграла золото в гигантском слаломе

| Вид                             | Золото                                       | Серебро                | Бронза                     |
| ------------------------------- | -------------------------------------------- | ---------------------- | -------------------------- |
| Скоростной спуск см. подробнее  | Мадлен Берто Швейцария                       | Фрида Денцер Швейцария | Люсиль Уилер Канада        |
| Гигантский слалом см. подробнее | Осси Райхерт Объединённая германская команда | Путци Франдль Австрия  | Доротея Хохляйтнер Австрия |
| Слалом см. подробнее            | Рене Колльяр Швейцария                       | Регина Шёпф Австрия    | Евгения Сидорова СССР      |

## Итоги чемпионата мира
Олимпийские результаты также считались результатами чемпионата мира. В связи с тем, что после введения в 1952 году гигантского слалома из олимпийской программы была исключена комбинация, медали за комбинацию выдавались ФИС на основании результатов, показанных в трёх олимпийских видах.

### Комбинация

#### Мужчины
| Место | Спортсмен      | Страна    | Очки  |
| ----- | -------------- | --------- | ----- |
| 1     | Антон Зайлер   | Австрия   | 0,00  |
| 2     | Шарль Бозон    | Франция   | 12,65 |
| 3     | Стиг Солландер | Швеция    | 16,92 |
| 4     | Раймон Фелле   | Швейцария | 18,39 |
| 5     | Асле Сьостад   | Норвегия  | 27,25 |
| 6     | Джино Буррини  | Италия    | 30,43 |

#### Женщины
| Место | Спортсменка        | Страна    | Очки  |
| ----- | ------------------ | --------- | ----- |
| 1     | Мадлен Берто       | Швейцария | 9,85  |
| 2     | Фрида Денцер       | Швейцария | 11,19 |
| 3     | Джулиана Минуццо   | Италия    | 12,31 |
| 4     | Доротея Хохляйтнер | Австрия   | 12,79 |
| 5     | Боргхильд Нискин   | Норвегия  | 13,80 |
| 6     | Путци Франдль      | Австрия   | 13,80 |